# Nurluca, Hemşin
Nurluca là một xã thuộc huyện Hemşin, tỉnh Rize, Thổ Nhĩ Kỳ. Dân số thời điểm năm 2010 là 82 người.